# Lophodermium minor
Lophodermium minor är en svampart som först beskrevs av Tehon, och fick sitt nu gällande namn av P.R. Johnst. 1989. Lophodermium minor ingår i släktet Lophodermium och familjen Rhytismataceae.   Inga underarter finns listade i Catalogue of Life.